# Takeaki Amezawa
Takeaki Amezawa, (en japonès: 雨澤 毅明, 4 de febrer de 1995) és un ciclista japonès, professional des del 2015 i actualment a l'equip Utsunomiya Blitzen.

## Palmarès
- 2018
  - Vencedor d'una etapa a la Volta al Japó